# Stefanos Tsitsipas
Stefanos Tsitsipas, född 12 augusti 1998, är en grekisk tennisspelare.

## Karriär
I oktober 2018 tog Tsitsipas sin första titel på ATP-touren då han besegrade Ernests Gulbis i finalen av Stockholm Open. Han blev då den förste spelaren från Grekland att vinna en titel på ATP-touren. I februari 2019 tog Tsitsipas sin andra titel då han besegrade Mikhail Kukushkin i finalen av Open 13. I maj 2019 tog Tsitsipas sin tredje titel då han besegrade Pablo Cuevas i finalen av Estoril Open. Han avslutade 2019 med att besegra Dominic Thiem i finalen av ATP-slutspelet.
I februari 2020 försvarade Tsitsipas sin titel vid Open 13, då han besegrade Felix Auger-Aliassime i finalen.

## ATP-titlar

### Singel (7)
- 2018 – Stockholm Open
- 2019 – Open 13
- 2019 – Estoril Open
- 2019 – ATP Finals
- 2020 – Open 13 (2)
- 2021 – Monte Carlo Masters[7]
- 2021 – Lyon Open